# Nelu Tătaru
Nelu Tătaru (nascido em 30 de setembro de 1972) é um político romeno. Ele nasceu em Vaslui e estudou medicina na Universidade de Medicina e Farmácia Grigore T. Popa em Iași. Membro do Partido Nacional Liberal (PNL), foi eleito para o Senado em 2012 e cumpriu um mandato de 4 anos. Em 2020 serviu como Ministro da Saúde no Governo Orban.